# Fermín Aguayo
Pour les articles homonymes, voir Aguayo.
Fermín Aguayo, né le 14 août 1926 à Sotillo de la Ribera dans la province de Burgos (Espagne) et mort le 22 novembre 1977 au Kremlin-Bicêtre, est un peintre espagnol.

## Biographie
Fermín Aguayo a vécu toute sa vie à Saragosse dès 1936. Peintre de l'abstraction, sa peinture, qui s'apparentait au départ au cubisme, a évolué peu à peu vers la figuration.
Le musée Reina Sofía de Madrid lui a consacré une importante rétrospective en 2005.
Fermín Aguayo est inhumé  dans la 17e division du cimetière parisien de Bagneux (Hauts-de-Seine).

## Collections publiques
- La Table, 1973, huile sur toile, 162 × 195 cm, Dijon, musée des Beaux-Arts[2].